# Trigone submandibulaire
Le trigone submandibulaire (ou région sushyoïdienne) est une zone de la région cervicale antérieure.

## Description
Le trigone submandibulaire est situé au-dessous du plan musculaire formé par les muscles mylo-hyoïdiens.
On y distingue trois zones : le trigone submental médian et les trigones submandibulaires latéraux.